# Талдыкин, Юрий Иванович
Ю́рий Ива́нович Талды́кин (12 ноября 1932, Кизляр, Дагестанская АССР, СССР — 15 февраля 2002, Саратов, Россия) — советский художник и график. Член Союза художников СССР (1960).

## Биография

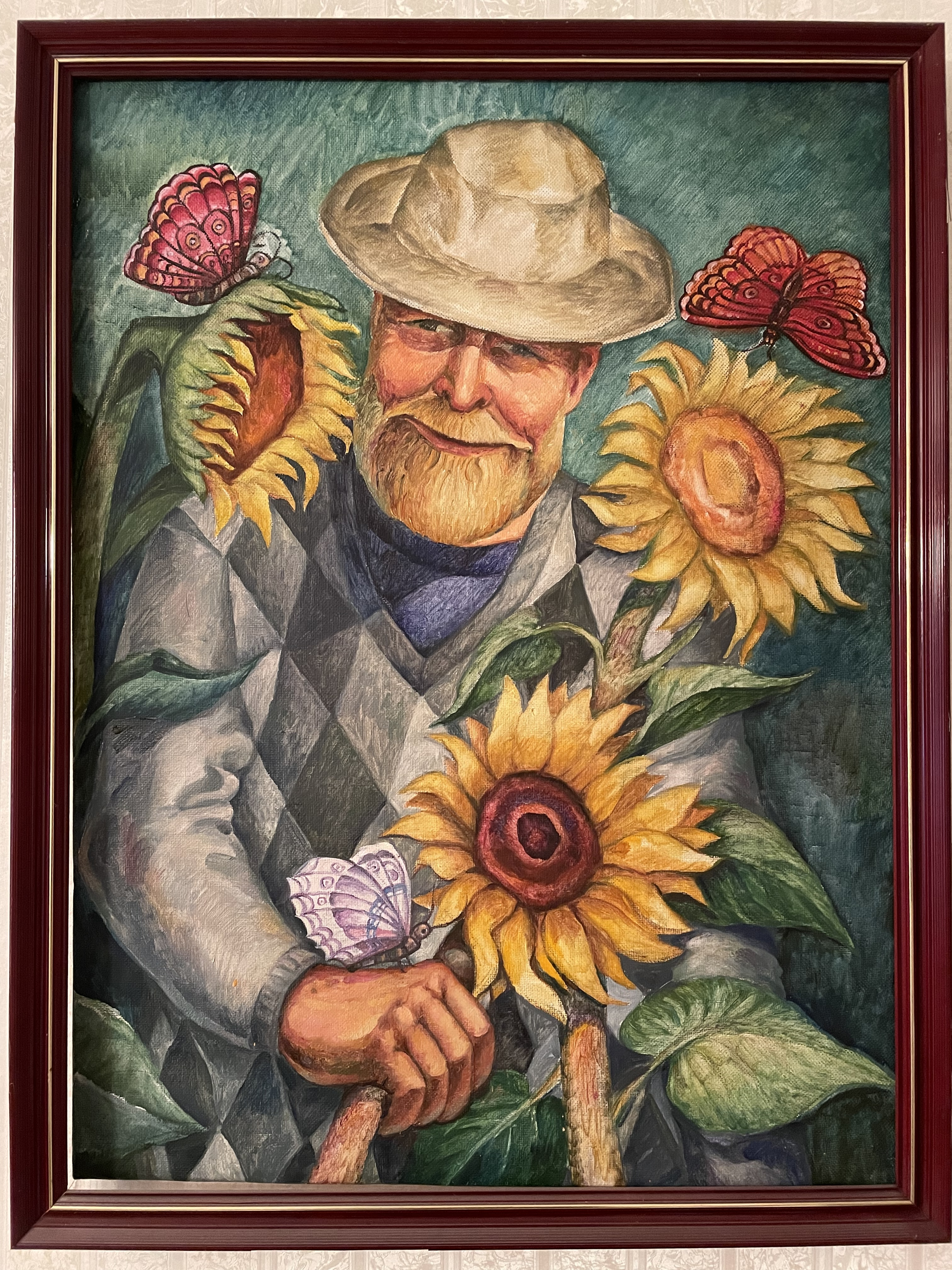
Автопортрет «В деревне Нагорново», 1999

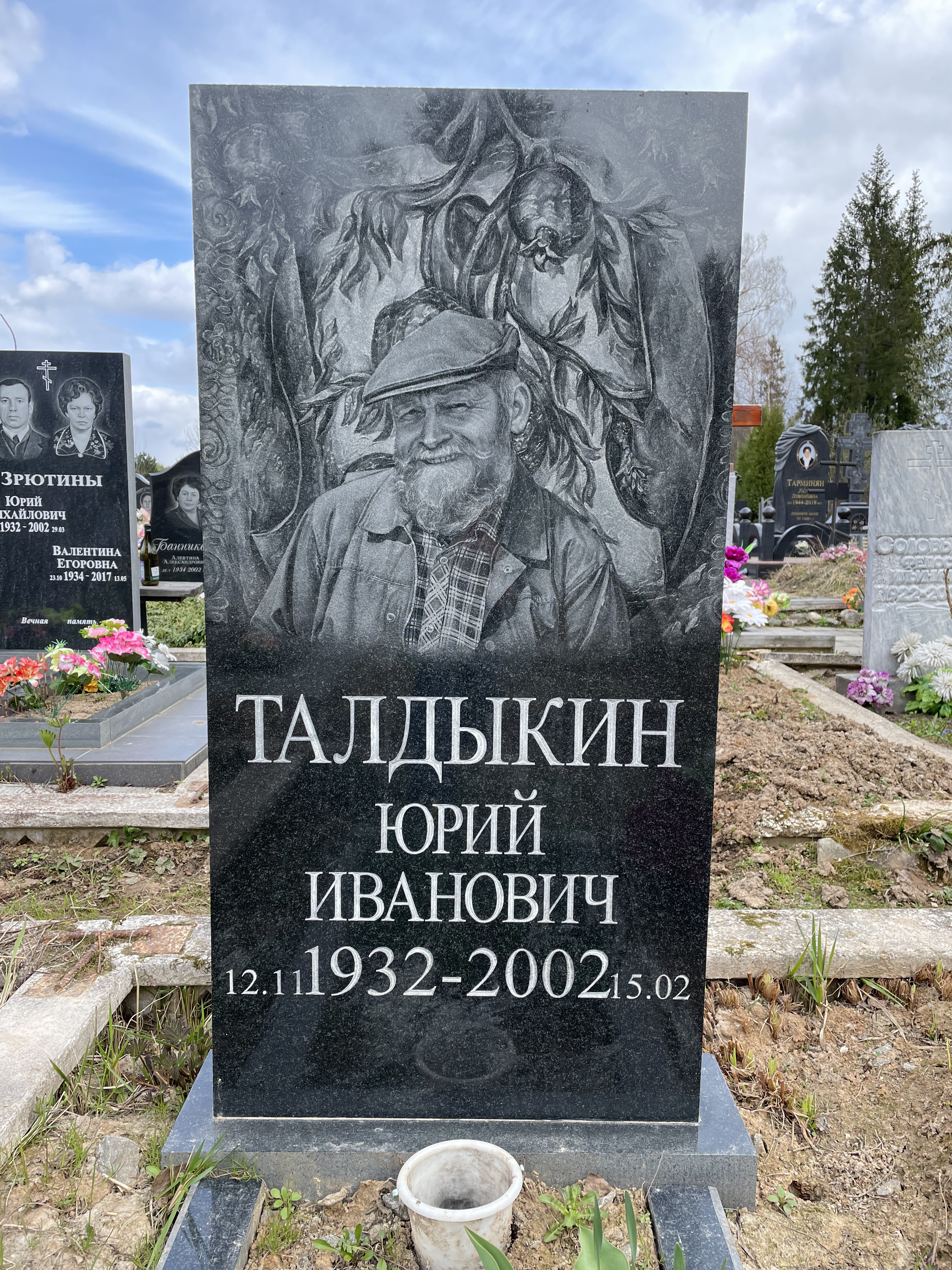
Надгробный памятник

Родился 12 ноября 1932 года в Кизляре Дагестанской АССР. Детство Юрия Талдыкина пришлось на годы Великой Отечественной войны, которые он провёл в Баку.
В 1951 году он поступил в Азербайджанское государственное училище имени Азима Азимзаде. На следующий год был призван в советскую армию, где служил в течение трёх лет. После демобилизации продолжил учёбу в Республиканском художественном училище им. Бенькова в Ташкенте, куда был принят сразу на третий курс. Там Талдыкин обучался под руководством Александра Петровича Лунева и Малика Набиевича Набиева.
После окончания училища в 1958 году художник переезжает в Ленинабад Таджикской ССР. В 1960 году был принят в члены Союза художников СССР. Являлся членом правления Союза художников Таджикистана, ответственным секретарём областного отделения Союза художников Таджикистана в Ленинабаде. Прожив четыре года в Ленинабаде, в 1962 году возвращается в Ташкент.
С 1966 по 1969 год учился в Центральной экспериментальной студии при Союзе художников СССР в Москве, которой в эти годы руководил Марк Коник.
С 1968 по 1976 год — преподаватель музыкально-художественной школы-интерната в Ташкенте.
В 1978 году избирался делегатом XI и XII съезда художников Узбекистана.
С 2000 года проживал в России в городе Иваново, где стал членом Ивановского отделения Союза художников России.
Скончался 15 февраля 2002 года в городе Саратов. Похоронен на кладбище Богородское города Иваново.

## Творчество
Работал в различных жанрах, среди которых портрет, пейзаж, натюрморт и жанровая живопись. Применял технику акварели в станковой графике. В творчестве Талдыкина значительное внимание уделено восточной культуре. В ходе развития своей пленэрной живописи в конце 1950-х — начале 1960-х обратил внимание на творческое наследие импрессионистов. В части его работ присутствует влияние стилистики московского сезаннизма. Образ единства человека и природы художник раскрыл в картинах «Чайхана в Шахимардае» (1969), «Ковровый базар» (1972), «Торговые ряды в Хиве» (1973), «Новые крыши старого кишлака» (1974). Автор серии натюрмортов (всего более десяти полотен) с изображением цветов.
Принимал участие в различных республиканских, всесоюзных и международных выставках (1959—2000). После смерти работы художника также экспонировались на выставках в Иваново (2003) и Ташкенте (2017, 2022).
Работы художника представлены в Государственной Третьяковской галерее (Москва), Музее Востока (Москва), Государственном музее искусств Узбекистана (Ташкент), Государственном музее искусств имени И. В. Савицкого (Нукус) , Государственном музее истории и культуры Узбекистана (Самарканд).

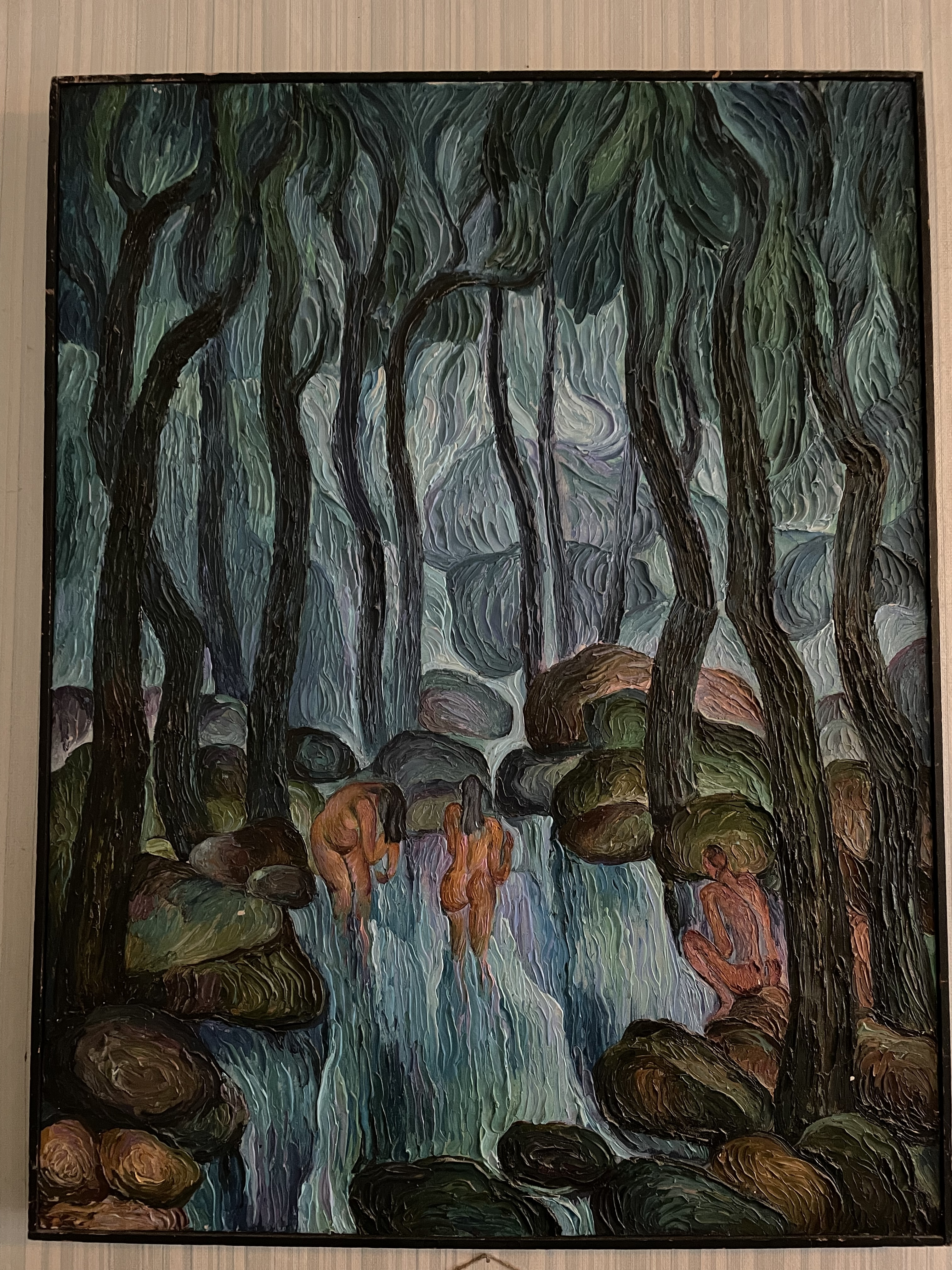
Прохладное утро, 1975
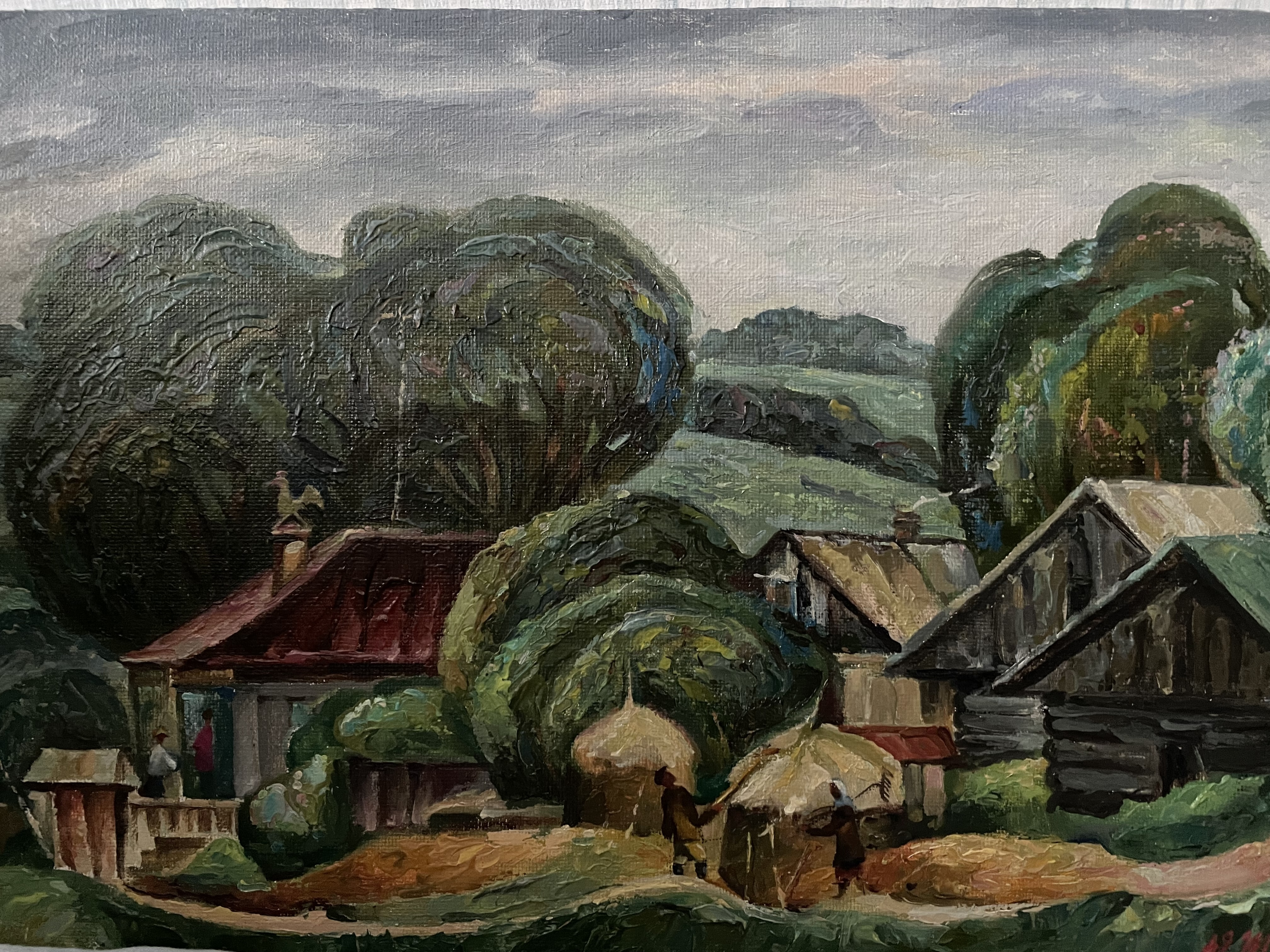
Деревенский пейзаж, 1998
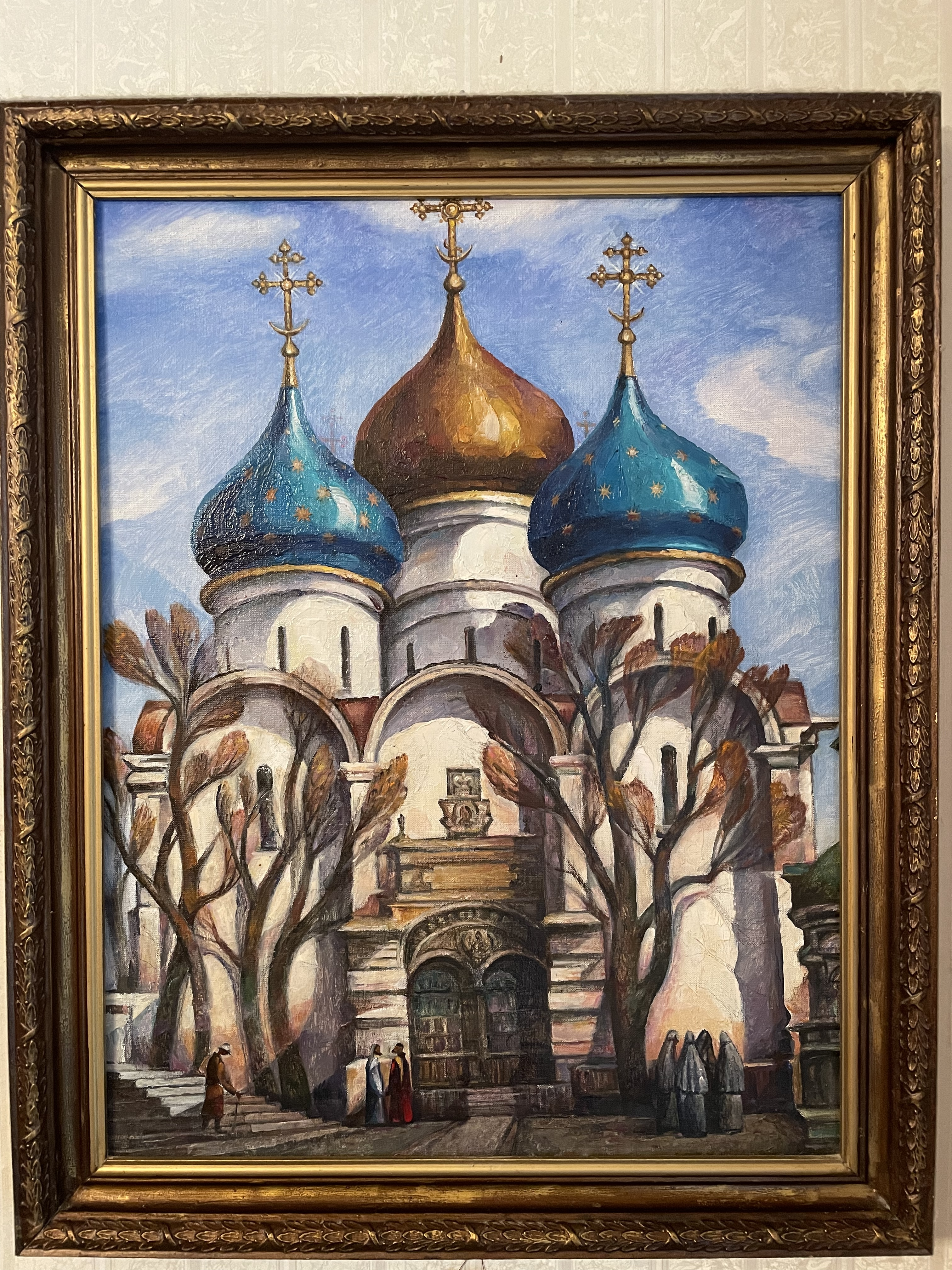
Успенский собор, 2001
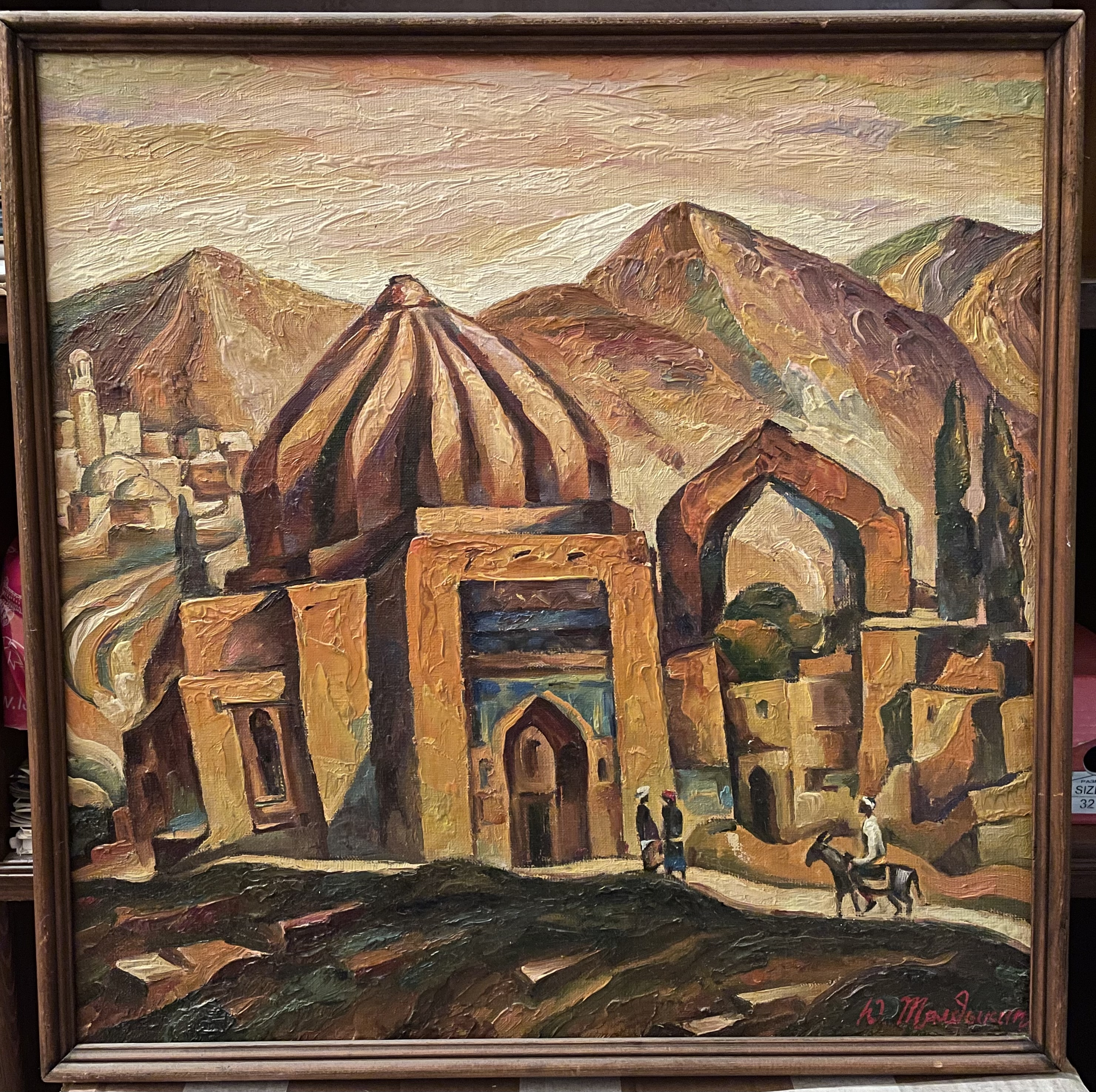
Восточный город, 1997

## Награды
- Золотая медаль ВДНХ (12 ноября 1974) — «За достижения в области живописной культуры при создании пейзажей: „Ковровый базар“, „Горный кишлак“ и натюрмортов: „Осенний натюрморт“, Натюрморт с бутылками»[11]
- Серебряная медаль ВДНХ (1972)[1]
- Лауреат ассоциации «Искусство народов мира» (1992)[5]
- Дипломант конкурса «Золотая палитра» (2000, Саратов)[5]

## Выставки
Принимал участие в различных республиканских, всесоюзных и международных выставках (1959—2000).
- 1959 — Выставка произведений изобразительного и народно-декоративного искусства Узбекской ССР, Москва
- 1961 — Республиканская художественная выставка, Душанбе
- 1961 — Всесоюзная художественная выставка, Москва
- 1963 — Республиканская художественная выставка, Ташкент
- 1968 — Выставка графики художников Узбекистана, Ташкент
- 1968 — Вторая Всесоюзная выставка акварели, Москва
- 1968 — Выставка «Осенние мотивы», Ташкент
- 1972 — Всесоюзная выставка, посвящённая 50-летию образования СССР
- 1972 — Третья Всесоюзная выставка акварели, Москва
- 1974 — Выставка, посвящённая 50-летию образования Узбекской ССР и Компартии Узбекистана.
- 1975 — Четвёртая Всесоюзная выставка акварели, Москва
- 1975 — Выставка портрета «Наш современник», Ташкент
- 1977 — Всесоюзная художественная выставка «По ленинскому пути», Москва
- 1977 — Республиканская художественная выставка к 60-летию Великой Октябрьской Социалистической революции, Ташкент
- 1979 — Пятая выставка акварели, Москва
- 1979 — Выставка изобразительного и народного декоративного искусства Узбекистана в дни декады литературы и искусства в Азербайджане, Баку
- 1979 — Первая республиканская выставка акварели и рисунка художников Узбекистана, Ангрен
- 1981 — Персональная выставка к Неделе изобразительного искусства, Ташкент
- 1981 — Шестая Всесоюзная выставка акварели, Москва
- 1989 — Выставка «Новая реальность», Равенна, Италия
- 1989 — Первая Всесоюзная выставка живописи. Крымский мост
- 1997 — Выставка искусства Узбекистана ЮНЕСКО, Париж
- 2000 — Персональная выставка в Саратовском художественном музее имени А. Н. Радищева